# Maranello-Moto
Maranello-Moto is een historisch Italiaans motorfietsmerk dat vanaf 1977 verschillende lichte tweetakten bouwde met inbouwmotoren van Sachs, Simonini en andere toeleveranciers.